# ياسر فيصل الجميلي
ياسر فيصل الجميلي (1978 - 2013) هو مُصوّر صحفي عراقي كانَ قد عملَ مع قناة الجزيرة الإنجليزية ثمّ عمل فيما بعد لصالحِ وكالة رويترز للأنباء فضلًا عن عملهِ المحليّ رُفقةَ قناة الآن الفضائيّة. أُعدمَ ياسر يوم 4 ديسمبر/كانون الأوّل من عام 2013 على يدِ عناصر من الدولة الإسلامية في العراق والشام في الشمال السوري ليكونَ بذلك أوّل الصحفيين الأجانب المقتولين على يدِ هذا التنظيم منذُ بداية الحرب في سوريا.

## الحياة المُبكّرة
وُلدّ ياسر فيصل الجميلي عام 1978 في الفلوجة وسطَ العراق وهناك قضى طفولتهُ حيثُ درس في المدراس المحليّة للمدينة وعاصرَ عددًا من الأحداث التي شهدَها العراق في تلكَ الفترة وعلى رأسها غزو العراق وإعدام صدام حسين بالإضافة إلى قصفِ العاصمة بغداد وما إلى ذلك. في عقدهِ الثاني؛ قرّر ياسر العمل في مجال الصحافة فصارَ مصورًا صحفيًا مُستقلًا يعملُ على توثيق الأحداث في منطقة الشرق الأوسط بشكلٍ عام وفي سوريا والعراق بشكل خاص قبل أن تتعاقدَ معهُ عددٌ منَ الوكالات لتزويدها بكلّ ما يلزم. بالتزامنِ معَ سعيه في بناء مسيرتهِ المهنيّة؛ تزوّج ياسر في العراق وحصلَ على ثلاثة أولاد كان يحتفظُ بصورهم في الكاميرا خاصته والتي لم يكن يُفارقها.

## المسيرة المِهنيّة
دخل ياسر عالم الصحافة مبكرًا حيثُ اختارَ أن يكونَ مصورًا صحفيًا مُستقلًا يعملُ على التغطيّة الدورية لما يجري في سوريا والعراق. لفتَ عملهُ انتباه عددٍ منَ القنوات المحليّة فسارعت قناة الآن الفضائيّة للتعاقدِ معهُ على أن يُغطّي لها كل الأخبار في الداخل العِراقي. طوّر ياسر فيصل من تقنياته وانتقلَ فيما بعد إلى سوريا لتوثيق الحرب الدائرة هناك. خِلال تلك الفترة؛ تعاقدت معهُ قناة الجزيرة الإنجليزية لمرافقةِ مراسلين إخباريين لها وتصويرِ ما يجري من قلب الحدث قبلَ أن يتعاقدَ معَ وكالة روح لنفسِ الغرض. إلى جانبِ عمله الرسمي مع قناة الآن الإخباريّة فقد كان ياسر يصوّر بشكل دوري أفلام وثائقيّة لصالحِ قنوات أجنبيّة أخرى من فرنسا وإسبانيا ودول أخرى من خارجِ القارة الأوروبيّة.

## الوفاة
غطّى ياسر الكثير من الأحداث في سوريا وذلكَ منذُ بداية الانتفاضة ضدّ نظام الأسد في عام 2011 كما عملَ كمصوّر صحفي لعددٍ منَ القنوات والوكالات الإخباريّة وعلى رأسها وكالة رويترز الأمريكيّة. في أواخِر نوفمبر من العام 2013؛ سافرَ ياسر مُجددًا إلى سوريا حيثُ قضى 10 أيام في الشمال من أجلِ إكمال تحقيقٍ لوسيلة إعلام إسبانية. بحلول 4 ديسمبر/كانون الأوّل وخِلال عودته صوبَ الحدود السورية التركية اعترضَ طريقهُ مسلّحون من تنظيم الدولة الإسلامية في العراق والشام الذي كانَ في بداية نموّه ثم قاموا باختطافهِ لمكانٍ مجهول قبلَ أن يقوموا بإعدامه في وقتٍ لاحق.
خلّفَ اغتيال ياسر ردودَ فعل كثيرة حيثُ أصدرت منظمة مراسلون بلا حدود بيانًا نعت فيهِ الصحفيّ العراقي مذكرةً في الوقتِ ذاته على «أن هذا الاغتيال يشدد على أهمية تعبئة المجتمع الدولي والمنظمات السورية والدولية المدافعة عن حرية الصحافة وكافة الفاعلين في الحقل الإعلامي لمحاربة كل أولئك الذين يعتزمون تكميم أفواه وسائل الإعلام وإسكات المتعاونين معها.» فيمَا أدانت المديرة العامة لليونسكو إيرينا بوكوفا مقتل الصحفي المستقل ياسر فيصل الجميلي في سوريا ونفس الأمر فعلهُ الاتحاد الدولي للصحفيين الذي أدانَ ما حصل وطالبَ من جميع الفصائل المتحاربة في سوريا التقيّد بالتزاماتها الدولية وضمانَ حماية الصحفيين المحليين والدولين الذين ينقلون أخبار الصراع.